# Pierre-Olivier Joseph
Pierre-Olivier Joseph, född 1 juli 1999, är en kanadensisk professionell ishockeyback som spelar för St Louis Blues i National Hockey League (NHL). Han har tidigare spelat för Wilkes-Barre/Scranton Penguins i American Hockey League (AHL) och Charlottetown Islanders och Voltigeurs de Drummondville i Ligue de hockey junior majeur du Québec (LHJMQ).
Joseph draftades av Arizona Coyotes i första rundan i 2017 års draft som 23:e spelare totalt.
Han är bror till Mathieu Joseph.

## Statistik
| 2012–2013    | Gaulois du Collège Antoine-Girouard Bantam        |              | 29  | 0  | 3   | 3   | 14  | 2  | 0 | 0  | 0  | 0  |
| 2013–2014    | Gaulois du Collège Antoine-Girouard Bantam        |              | 29  | 4  | 13  | 17  | 4   | 3  | 1 | 1  | 2  | 2  |
|              | Gaulois du Collège Antoine-Girouard midget espoir |              | 1   | 0  | 1   | 1   | 0   | —  | — | —  | —  | —  |
| 2014–2015    | Gaulois du Collège Antoine-Girouard               | LHMAAAQ      | 42  | 3  | 8   | 11  | 18  | —  | — | —  | —  | —  |
| 2015–2016    | Gaulois du Collège Antoine-Girouard               | LHMAAAQ      | 19  | 1  | 9   | 10  | 12  | —  | — | —  | —  | —  |
|              | Charlottetown Islanders                           | LHJMQ        | 48  | 1  | 7   | 8   | 30  | 12 | 1 | 2  | 3  | 6  |
| 2016–2017    | Charlottetown Islanders                           | LHJMQ        | 62  | 6  | 33  | 39  | 54  | 13 | 1 | 5  | 6  | 12 |
| 2017–2018    | Charlottetown Islanders                           | LHJMQ        | 63  | 13 | 33  | 46  | 59  | 18 | 1 | 11 | 12 | 24 |
| 2018–2019    | Charlottetown Islanders                           | LHJMQ        | 27  | 7  | 18  | 25  | 36  | —  | — | —  | —  | —  |
|              | Voltigeurs de Drummondville                       | LHJMQ        | 35  | 2  | 20  | 22  | 26  | 16 | 2 | 7  | 9  | 8  |
| 2019–2020    | Wilkes-Barre/Scranton Penguins                    | AHL          | 52  | 3  | 14  | 17  | 32  | —  | — | —  | —  | —  |
| 2020–2021    | Pittsburgh Penguins                               | NHL          | 1   | 0  | 1   | 1   | 0   | —  | — | —  | —  | —  |
| NHL totalt   | NHL totalt                                        | NHL totalt   | 1   | 0  | 1   | 1   | 0   | —  | — | —  | —  | —  |
| LHJMQ totalt | LHJMQ totalt                                      | LHJMQ totalt | 235 | 29 | 111 | 140 | 205 | 59 | 5 | 25 | 30 | 50 |